# Doris Kenyon
Doris Kenyon (5 de setembre de 1897 – 1 de setembre de 1979) fou una actriu cinematogràfica i televisiva nord-americana.

## Inicis
Nascuda i criada a Syracuse (Nova York), el seu pare era el Dr. James B. Kenyon, un ministre de l'Església Metodista Episcopal. Kenyon va estudiar en el Packer College Institute i posteriorment a la Universitat de Colúmbia.
A més cantava en els cors de les esglésies presbiteriana Grace i metodista Bushwick de Brooklyn. La seva veu va cridar l'atenció dels caça-talents teatrals de Broadway, que la van convèncer per actuar al teatre. La seva primera actuació va tenir lloc a l'opereta de Victor Herbert The Princess Pat.

## Carrera cinematogràfica

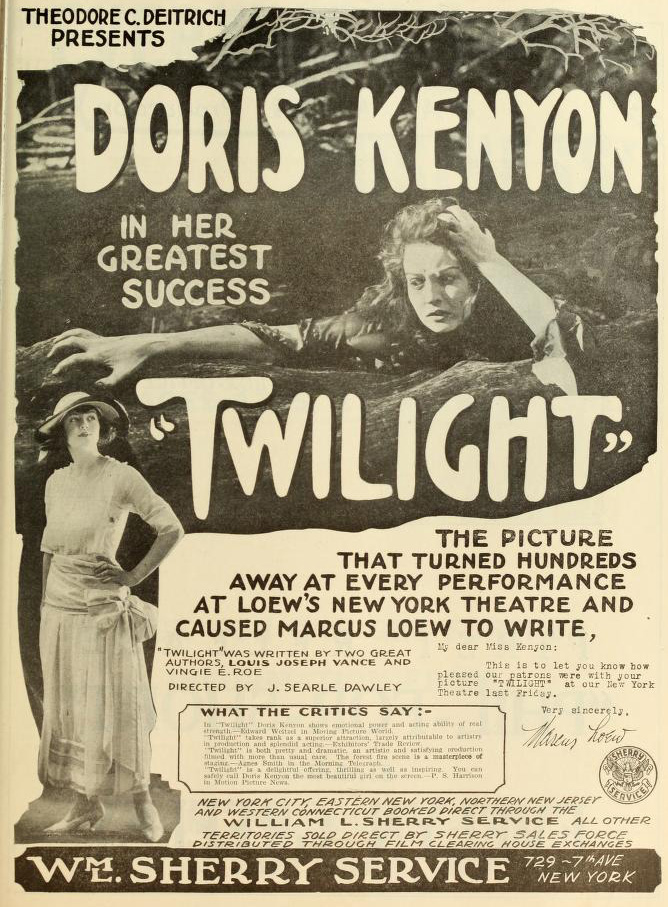
Twilight (1919)

L'any 1915 va fer el seu primer film, The Rack, per la World Film Company de Fort Lee, Nova Jersey. Una de les pel·lícules més recordades de la seva carrera inicial va ser Monsieur Beaucaire (1924), en la qual va treballar al costat del famós Rodolfo Valentino.
L'any 1928 va actuar a la primera pel·lícula de Paramount Pictures totalment parlada, Interference.
Kenyon va actuar amb l'actor George Arliss en dos films, Alexander Hamilton (1931) i Voltaire (1933). A més, en 1933 va intervenir a Counsellor at Law, amb John Barrymore.
A més de la seva activitat cinematogràfica, a la tardor de 1935 Kenyon va interpretar al costat de Ramón Novarro l'obra teatral A Royal Miscarriage, representada a Londres, Anglaterra.
Després de seixanta pel·lícules, la carrera cinematogràfica de Kenyon va finalitzar en 1939 fent un cameo a L'home de la màscara de ferro.

## Televisió
Kenyon va prosseguir la seva carrera com a actriu treballant a televisió a la dècada de 1950, intervenint en episodis de The Secret Storm (1954), Schlitz Playhouse of Stars, All Our Yesterdays (1958), i 77 Sunset Strip.
A més d'aquestes activitats, en deixar el cinema també va tornar a cantar, una ocupació que ja havia seguit en la seva joventut. Finalment va deixar el món de l'espectacle, anant a viure semi-retirada a Beverly Hills, Califòrnia.

## Vida personal
Kenyon es va casar diverses vegades. El seu primer marit va ser l'actor Milton Sills, amb el qual es va casar l'any 1926, i del que va enviduar en 1930. Van tenir un fill anomenat Kenyon. Després, a l'any 1933, es va casar amb un ric agent immobiliari, Arthur Hopkins, del qual es va divorciar a l'any següent al·legant incompatibilitat. El 1938 Kenyon de va casar amb Albert D. Lasker, propietari de Lord & Thomas, una pròspera agència de publicitat, i del que es va divorciar el 1939. El seu últim marit va ser Bronislaw Mlynarski, fill d'un compositor polonès i cunyat d'Arthur Rubinstein.
Doris Kenyon va morir l'any 1979 en Beverly Hills a causa d'una aturada cardíaca, quatre dies abans de complir els 82 anys. Va ser enterrada en el Cementiri Forest Lawn Memorial Park de Glendale (Califòrnia).

## Filmografia
Cinema mut
- The Rack (1915)
- The Pawn of Fate (1916)
- The Feast of Life (1916)
- The Man Who Stood Still (1916)
- The Ocean Waif (1916 curt)
- The Traveling Salesman (1916)
- The Man Who Forgot (1917)
- A Girl's Folly (1917)
- The Empress (1917)
- Jimmy Dale Alias the Grey Seal (1917 serial) (perduda) no acreditada
- On Trial (1917)
- The Great White Trail (1917)
- Strictly Business (1917 curt)
- The Hidden Hand (1917 serial) (perduda)
- The Street of Seven Stars (1918)
- The Inn of the Blue Moon (1918)
- Wild Honey (1918, William L. Sherry/Film Clearing House)
- Twilight (1919, William L. Sherry/Film Clearing House)
- The Bandbox (1919, W.W. Hodkinson/Pathe Exchange)
- The Harvest Moon (1920, W.W. Hodkinson/Pathe Exchange)
- The Conquest of Canaan (1921)
- Get-Rich-Quick Wallingford (1921)
- Shadows of the Sea (1922, Selznick Pictures)
- The Ruling Passion (1922, United Artists)
- Sure Fire Flint (1922, Mastodon Films)
- The Last Moment (1923, Goldwyn Pictures)
- You Are Guilty (1923, Mastodon Films)
- Bright Lights of Broadway (1923, Principal Distributing)
- Restless Wives (1924, CC Burr)
- The Love Bandit (1924, Vitagraph Studios)
- Lend Me Your Husband (1924, CC Burr)
- Monsieur Beaucaire (1924)
- Born Rich (1924, First National)
- Idle Tongues (1924, Ince/First National)
- If I Marry Again (1925, First National)
- A Thief in Paradise (1925, First National) (perduda)
- I Want My Man (1925, First National) (Trailer only; Library of Congress)
- The Half-Way Girl (1925, First National) (perduda)
- The Unguarded Hour (1925, First National) (perduda)
- Men of Steel (1926, First National) (perduda)
- Mismates (1926, First National) (perduda)
- Ladies at Play (1926, First National) (perduda)
- The Blonde Saint (1926) (perduda)
- The Valley of the Giants (1927) (UCLA Film & TV)
- Burning Daylight (1928, First National) (Library of Congress)
- The Hawk's Nest (1928) (perduda)

Cinema sonor
- The Home Towners (1928, Warner Brothers) (perduda)
- Interference (1928)
- Beau Bandit (1930, RKO)
- The Bargain (1931, First National/Warner Bros.)
- Alexander Hamilton (1931)
- The Road to Singapore (1931)
- The Ruling Voice (1931, First National/Warner Bros.)
- Young America (1932)
- The Man Called Back (1932)
- Voltaire (1933)
- No Marriage Ties (1933, RKO)
- Counsellor at Law (1933)
- Whom the Gods Destroy (1934, Columbia)
- The Human Side (1934, Universal)
- Along Came Love (1936, Paramount)
- Girls' School (1938)
- L'home de la màscara de ferro (The Man in the Iron Mask)' (1939, United Artists)